# Корги (аул)
Корги (чечен. Кхоьрга) — покинутый аул в Галанчожском районе Чеченской Республики. Входит в Галанчожское сельское поселение.

## География
Аул Корги расположен на правом берегу реки Осу-Хи, к северо-востоку от районного центра Галанчож. 1,5 км от озера Галай-Ам, вниз по реке Осу-Хи.
Ближайшие развалины аулов: на юге — аул Кирбит, на юго-западе — аулы Галанчож и Ами, на юго-востоке — аул Кирбичу и Хайбах, на севере — аул Дженчу, на северо-западе — аулы Амки и Толь, на востоке — аул Тестерхой.

## История
Аул Корги был ликвидирован советской властью в 1944 году во время депортации чеченцев и ингушей. После восстановления Чечено-Ингушской АССР чеченцам было запрещено возвращаться в свои исконные районы, среди которых Галанчожский, Шатойский и Итум-Калинский.
Коренными жителями аула являлись представители тайпа галай входящий в орстхойское этническое общество.